# Korpiklaani
Korpiklaani est un groupe de folk metal finlandais, originaire de Lahti en Finlande. Leur musique fait appel à un mélange d'éléments heavy metal, d'instruments folk et traditionnels issus du humppa. Les textes parlent essentiellement de la forêt finlandaise et de ses légendes, de fêtes arrosées de bière. Le groupe perçoit comme importants les liens avec la nature et les femmes,. Korpiklaani signifie « Clan de la nature » en finnois.

## Biographie

### Shamaani Duo
Tandis que les autres groupes de folk metal se lancent dans le heavy metal avant d'y ajouter des éléments de musique folk, Korpiklaani se lance en tant que groupe de musique folk avant d'y ajouter des éléments de metal. Les racines de Korpiklaani remontent à un groupe de musique folk Same du nom de Shamaani Duo, un « groupe de restaurant local » créé par Jonne Järvelä en 1993. Un album de musique folk (Hunka Lunka) est commercialisé sous ce nom avant le départ de Järvelä et le changement de nom de Shamaani Duo en Shaman.

### Shaman
Shaman est la seconde incarnation de Korpiklaani, formée en 1996, notable pour l'usage d'éléments musicaux sames et leurs paroles sames, également. La musique du groupe se base sur celle du folk de Shamaani Duo. Leurs instruments les plus utilisés incluent batterie shamane, yoik et humppa. Les chants varient entre chants clairs et hurlements agressifs. Le style de Shaman est assez distinct, en particulier dans les chansons lentes, reconnu grâce à son synthétiseur monophone créeant un profond contraste durant les morceaux de guitares acoustiques, de batteries et de chants yoik[source secondaire souhaitée].
Le premier enregistrement de Shaman une démo intitulée Ođđa máilbmi[source secondaire souhaitée]. Hormis comme CD single, la chanson est incluse dans l'album Idja. Le groupe fait également apparaître un autre album, Shamániac, en 2002.

### Korpiklaani

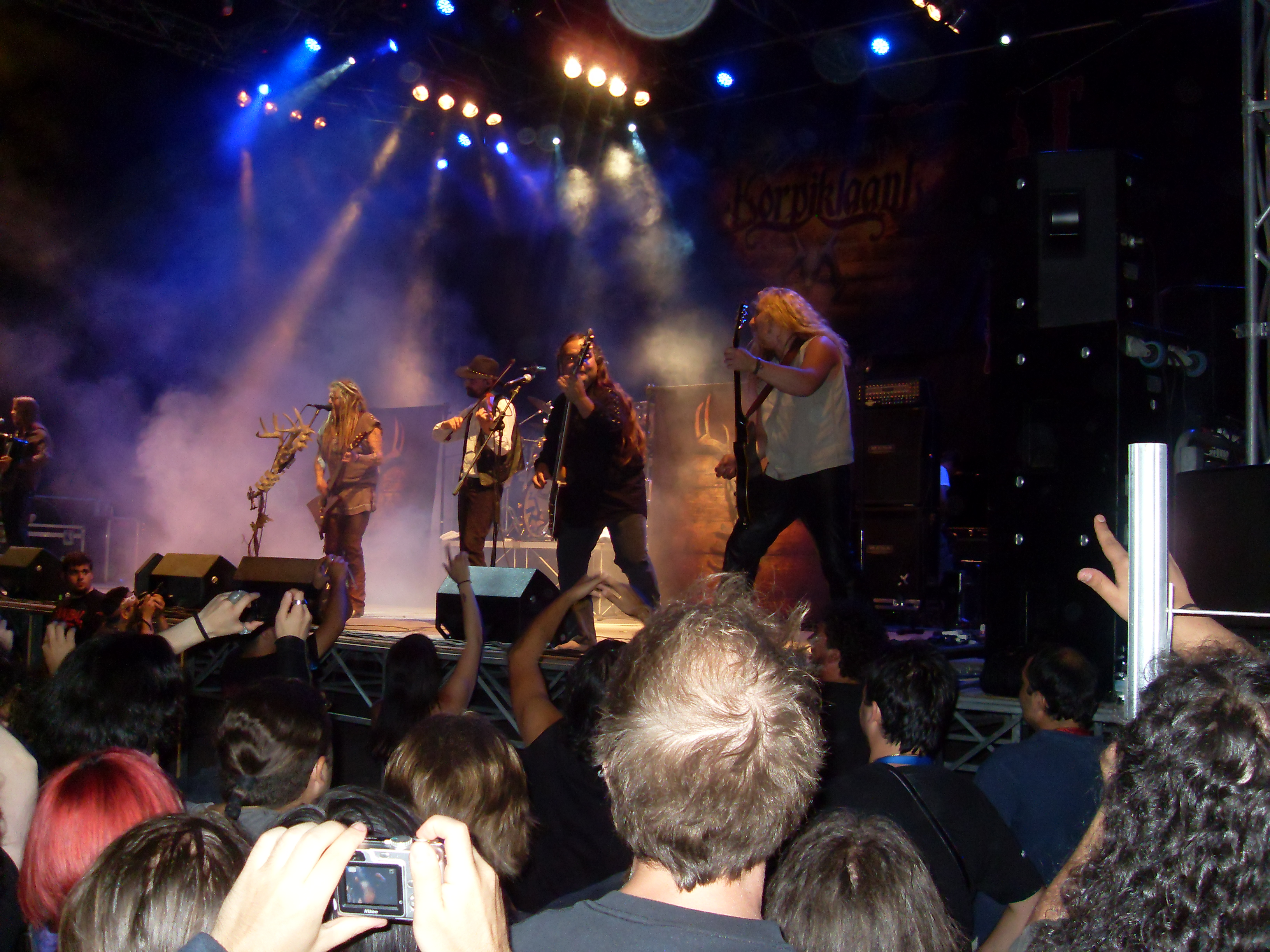
Korpiklaani au Agglutination Metal Festival en 2010

Le groupe effectue de grands changements dès 2003, et Shaman devient Korpiklaani (avec seulement Järvelä et le batteur Samu Ruotsalainen comme membres restants de Shaman), adoptant un style musical plus typique au folk metal et des chants axés folk et thrash metal. Shamániac présentait déjà une forte ressemblance stylistique avec ce que deviendra par la suite Korpiklaani. Le changement de nom s'accompagne d'un changement musical. Les chants yoik traditionnels et l'usage de la langue same sont oubliés et de véritables instruments folk sont utilisés. Jonne Järvelä crédite sa collaboration avec Finntroll comme catalyseur du mélange folk et metal. Leurs paroles sont souvent liées à l'alcool et aux fêtes. Selon Jonne Järvelä, la musique de Korpiklaani peut être interprétée comme « une musique de vieux avec des guitares de heavy metal » en Finlande. Korpiklaani et Finntroll ont collaboré à plusieurs reprises : Samu Ruotsalainen de Finntroll a joué des parties de batterie pour l'album Spirit of the Forest et Järvelä a chanté sur le titre Jaktens Tid de l'album homonyme de Finntroll. De son côté Juha Jyrkäs a écrit des paroles en finnois pour Korpiklaani. Jyrkäs a également joué un peu de kantele dans deux chansons de Korpiklaani, Kädet siipinä et Tuli kokko, sous le pseudonyme de Virva Holtiton.
Korpiklaani fait paraître son cinquième album studio, Korven Kuningas, plus folk, le 21 mars 2008. Le groupe fait ensuite paraître son sixième album studio en 2009, intitulé Karkelo,. Ils font paraître leur septième album, Ukon Wacka, au début de février 2011.
En septembre 2011, Korpiklaani annonce le départ de Jaakko « Hittavainen » Lemmetty à cause de problèmes de santé qui lui rendent les sessions d'enregistrement et les tournées impossibles à effectuer. Il est remplacé par le violoniste Teemu Eerola. Le premier concert de Korpiklaani avec ce nouveau line-up depuis 2005 s'effectue au Baroeg Open Air 2011 de Rotterdam, aux Pays-Bas. Le 7 décembre 2011, Korpiklaani annonce que Teemu ne participera pas au reste de la tournée. Sa dernière apparition s'effectue à Vancouver, au Canada.
En 2019, le groupe part en tournée en Europe avec Trollfest et Turisas, dans le cadre du "Wayfarer and Warriors" tour. La tournée démarre le 21 février à Esch-sur-Alzette au Luxembourg pour se terminer le 24 mars de la même année à Cologne, en Allemagne.

## Membres

### Membres actuels
- Jonne Järvelä – chant, guitare (depuis 1993)
- Samuli Mikkonen – batterie
- Kalle « Cane » Savijärvi – guitare (depuis 2003)
- Jarkko Aaltonen – basse (depuis 2005)
- Tuomas Rounakari – violon (depuis 2012)
- Sami Perttula - accordéon (depuis 2013)

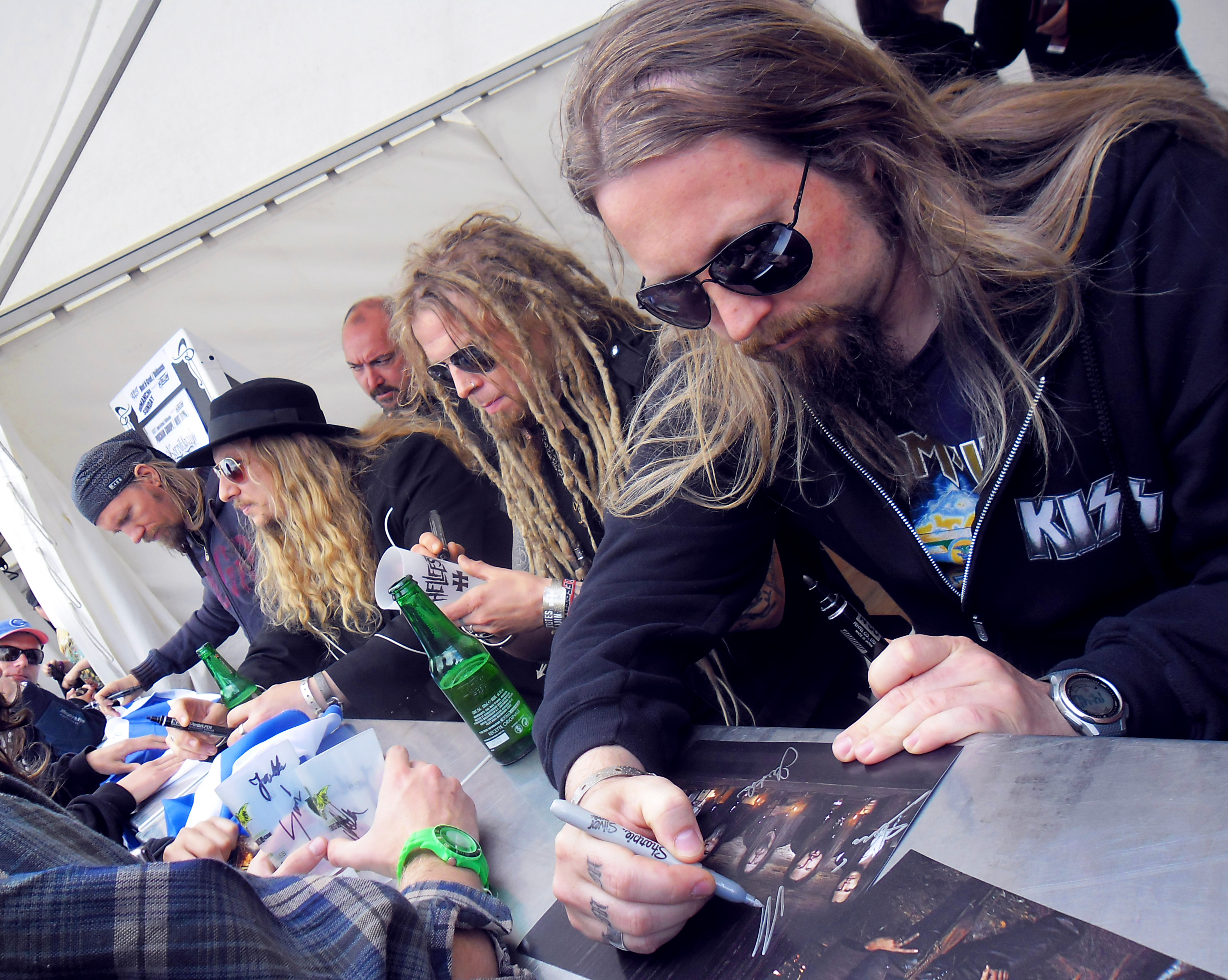
Le groupe en dédicace au Hellfest 2013
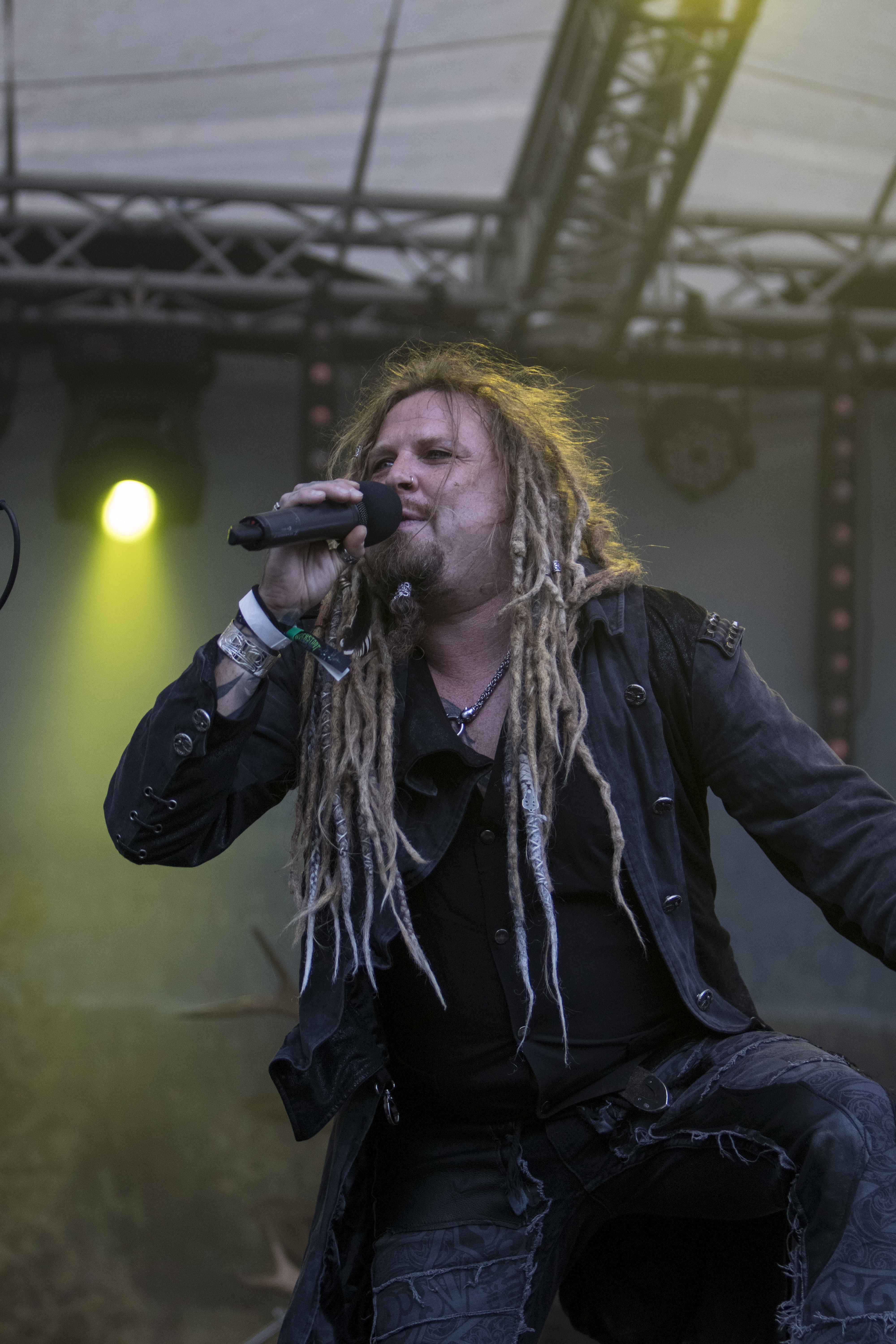
Jonne Järvelä au festival de Saarihelvetti en 2019
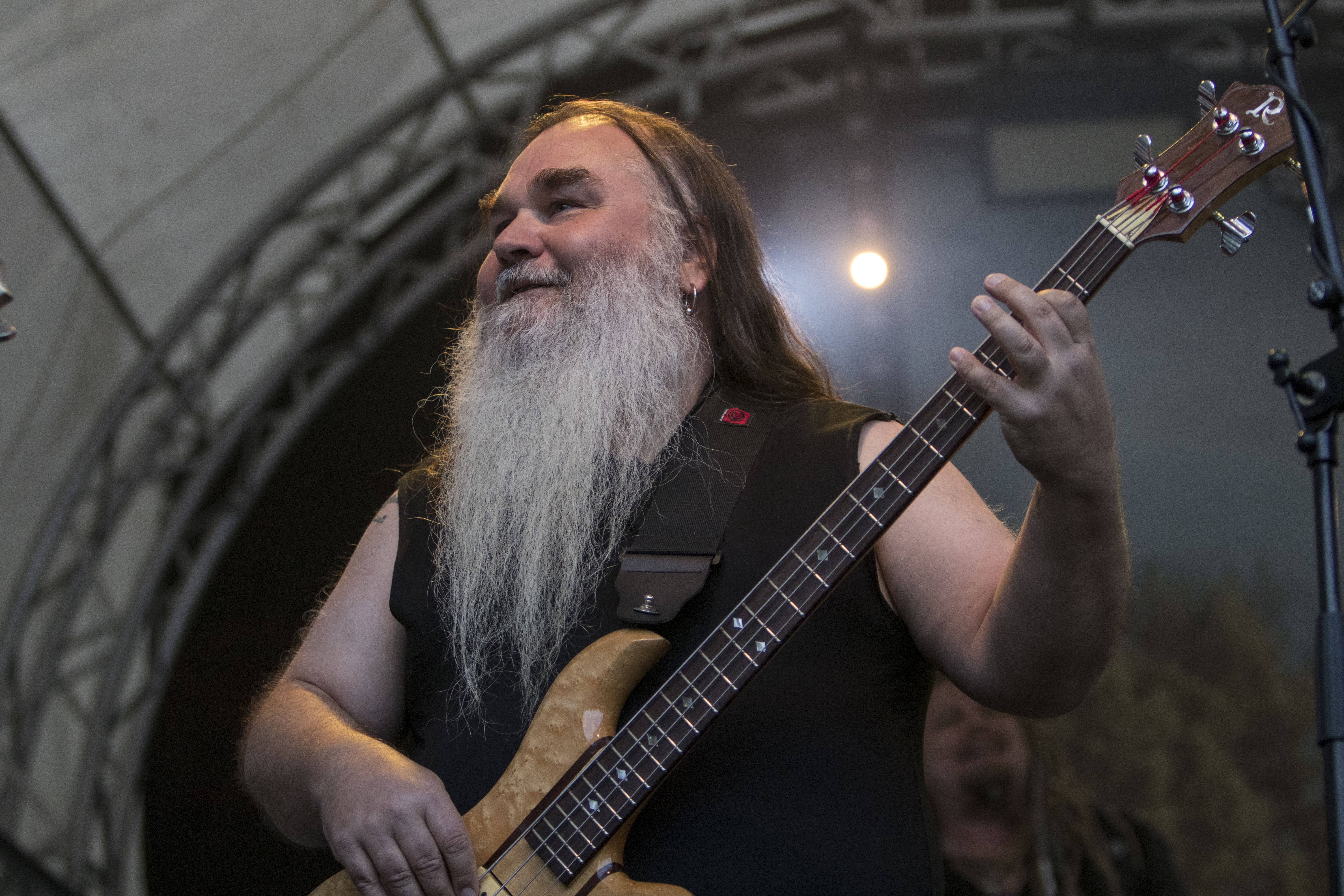
Jarkko Aaltonen au festival de Saarihelvetti en 2019

### Anciens membres
- Maaren Aikio – chant, percussions (1993–1996)
- Juke Eräkangas – batterie, claviers, chœurs (1999)
- Ilkka Kilpeläinen – basse, chœurs (1999)
- Tero Piirainen – guitare, keyboards, chœurs (1999)
- Samu Ruotsalainen – batterie (2002–2003)
- Janne G`thaur – basse (2002)
- Hosse Latvala – batterie, percussions (2002)
- Veera Muhli – claviers (2002)
- Toni Nãykki – guitare (2002)
- Henri « Trollhorn » Sorvali – claviers (2002)
- Jaakko « Hittavainen » Lemmetty – violon, jouhikko, cornemuses, flute (2003–2011)
- Toni « Honka » Honkanen – guitare (2003–2005)
- Ali Määttä – percussions (2003–2005)
- Arto Tissari – basse (2003–2005)
- Juho Kauppinen – accordéon (2004–2013)
- Teemu Eerola – violon (2011)
- Matti « Matson » Johansson – batterie

## Discographie

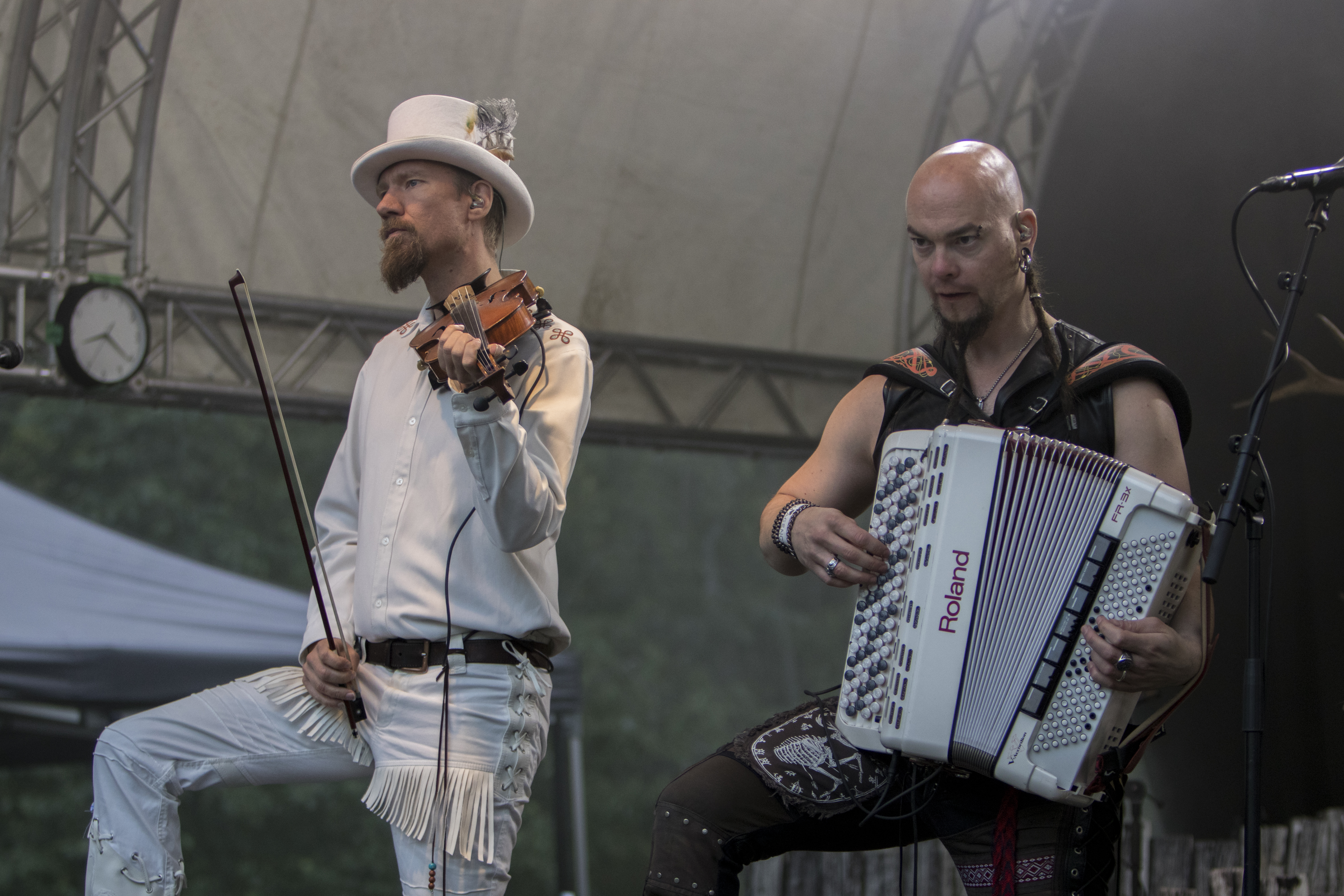
Tuomas Rounakari et Sami Perttula au festival de Saarihelvetti en 2019

### Albums studio
- 1996 : Hunka Lunka (Shamaani Duo)
- 1999 : Idja (Shaman)
- 2002 : Shamaniac (Shaman)
- 2003 : Spirit Of The Forest
- 2005 : Voice of Wilderness
- 2006 : Tales Along This Road
- 2007 : Tervaskanto
- 2008 : Korven Kuningas
- 2009 : Karkelo
- 2011 : Ukon Wacka
- 2012 : Manala
- 2015 : Noita
- 2018 : Kulkija
- 2021 : Jylhä
- 2024 : Rankarumpu

### Démo
- 1998 : Ođđa Mailbmi (Shamaani Duo)

### Singles
- 2007 : Keep on Galloping
- 2009 : Vodka
- 2010 : Ukon Wacka
- 2011 : Metsälle
- 2016 : A Man with a Plan
- 2021 : Ennen
- 2022 : Interrogativa Cantilena
- 2022 : Krystallomantia
- 2023 : Gotta Go Home
- 2024 : Saunaan

## Vidéographie

### DVD
- 2007 : Tervaskanto